# Демидова, Елена Михайловна
Елена Михайловна Демидова (род. 12 сентября 1973) — украинский и российский педагог, российский политик и муниципальный деятель, глава администрации города Евпатории (2022—2024).

## Биография
Родилась 12 сентября 1973 года. Окончила Таврический национальный университет им. Вернадского, по квалификации специалист-культуролог. В Восточноукраинском Национальный университет им. В.Даля получила квалификацию магистр по специальности «управление учебным заведением». В 2012 году получила дополнительное профессиональное образования по специальности «экономика предприятия» в Харьковском институте экономики рыночных отношений и менеджмента. С 1999 года по 2014 год работала в должности заместителя декана, старшего преподавателя кафедры гуманитарных и социально-экономических дисциплин Евпаторийского факультета Харьковского института экономики рыночных отношений и менеджмента. Преподавала культурологию, религиоведение, социологию, политологию, психологию управления, управление персоналом, деловое общение. С 2001 года по 2014 год по совместительству, с 2014 года по 2016 год по основному месту работала учителем в Средней школе № 16 Евпатории. С августа 2016 года директор Заозерненской средней школы. С октября 2019 года директора средней общеобразовательной школы — детского сада № 17.
29 декабря 2022 года городской совет Евпатории избрал Елену Демидову главой администрации города. Кандидатуру поддержали на сессии 20 из 22 депутатов, ещё 2 воздержались.
За время деятельности Елена Демидова руководила выполнением республиканских и муниципальных программ, о чём отчиталась в большом интервью изданию Евпаторийская здравница.
16 февраля 2024 Елена Демидова сложила полномочия, написав заявление по собственному желанию о чём сообщил глава Республики Крым Сергей Аксёнов. Деятельность Демидовой в Евпатории имела нарекания. В числе других крымских городов курорт оказался не готов к ноябрьским ливням 2023. Вышли из строя инженерные сети, не справилась с натиском стихии ливневая канализация. С 2017 года продолжался долгострой — реконструкция набережной имени Валентины Терешковой, которая сопровождалась коррупционными скандалами. Объект открыли в марте 2024 года. Скандалом, который вышедшим на общереспубликанский уровень, стало уничтожение советского мозаичного панно на здание пансионата «Родничок», отданного под снос для строительства жилого комплекса.